# 레셰크 코와코프스키

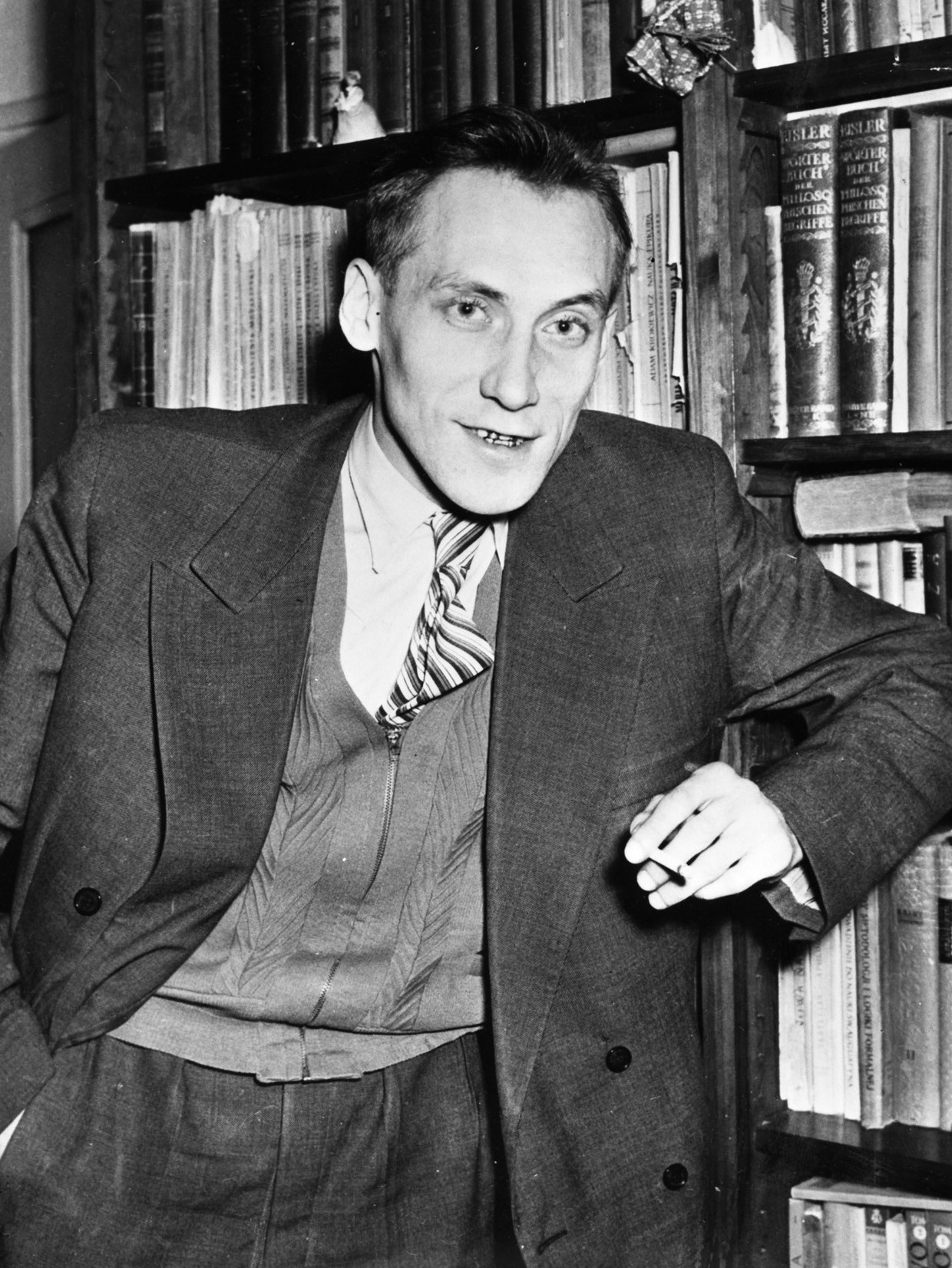

레셰크 코와코프스키(폴란드어: Leszek Kołakowski, 1927년 10월 23일 ~ 2009년 7월 17일)는 폴란드의 철학자이자 사상가였다. 마르크스주의에 대한 비판적 분석으로 가장 잘 알려져 있으며, 3권으로 구성된 마르크스주의 철학사인 "Main Currents of Marxism" (1976)도 잘 알려져 있다. 후기 작품에서 코와코프스키는 점점 더 종교적 문제에 초점을 맞추었다. 1986년 제퍼슨 강연에서 그는 "우리는 행동이나 성공 방법을 알기 위해 역사를 배우는 것이 아니라 우리가 누구인지 알기 위해 역사를 배운다"고 주장했다.